# هنري بي. هاريس
هنري بي. هاريس (بالإنجليزية: Henry B. Harris)‏ هو منتج مسرحي ‏ أمريكي، ولد في 1 ديسمبر 1866 في سانت لويس في الولايات المتحدة، وتوفي في 15 أبريل 1912 في المحيط الأطلسي الشمالي.

## وصلات خارجية
- هنري بي. هاريس على موقع قاعدة بيانات برودواي على الإنترنت (الإنجليزية)
- هنري بي. هاريس على موقع قاعدة بيانات برودواي على الإنترنت (الإنجليزية)